# 2006 HN122
2006 HN122, também escrito como 2006 HN122, é um objeto transnetuniano que está localizado no Cinturão de Kuiper, uma região do Sistema Solar. Este corpo celeste é classificado como um cubewano. Ele possui uma magnitude absoluta de 7,7 e tem um diâmetro estimado com 127 km.

## Descoberta
2006 HN122 foi descoberto no dia 26 de abril de 2006 pelo astrônomo Marc W. Buie.

## Órbita
A órbita de 2006 HN122 tem uma excentricidade de 0,041 e possui um semieixo maior de 46,044 UA. O seu periélio leva o mesmo a uma distância de 37,421 UA em relação ao Sol e seu afélio a 55,037 UA.